# Codex Tischendorfianus I
Pour les articles homonymes, voir Codex Tischendorfianus.
- Papyrus
- Onciale
- Minuscules
- Lectionnaire

Le Codex Tischendorfianus I portant le numéro de référence 0106 (Gregory-Aland), ε 40 (Soden), est un manuscrit du Nouveau Testament sur parchemin écrit en écriture grecque onciale. 

## Description
Le codex se compose de 5 folios. Il est écrit en une colonne, de 20 lignes par colonne. Les dimensions du manuscrit sont 30 x 22 cm. Les experts datent ce manuscrit du VIIe siècle,. 
C'est un manuscrit contenant le texte incomplet de l'Évangile selon Matthieu (12,17-19.23-25; 13,32; 13,36-15,26). 
Le texte du codex représente un texte mixte. Kurt Aland le classe en Catégorie III. 
Le manuscrit 0106 a été apporté de Sinai par Constantin Tischendorf en 1845 et 1853.
Lieu de conservation
Le codex 0106 fut divisé en 3 parties.
- 1 folio (Matt. 12,17-19.23-25) est conservé à la Bibliothèque nationale russe (Gr. 16) à Saint-Pétersbourg
- 4 folios (Matt. 13,46-55) sont conservés à l'Université de Leipzig (Cod. Gr. 7), à Leipzig  (Leipziger Blätter), découverts par Tischendorff en 1844
- 1 folio  est conservé à la Selly Oak College, (Mingana Chr. Arab. 93) à Birmingham[1].

Onciale 0119 (ε 63 - von Soden), se compose de 4 folios. Il fut découvert par J. Rendel Harris à Sinai.
Il contient le texte incomplet de l'Évangile selon Matthieu (13-15). Il est conservé au Monastère Sainte-Catherine du Sinaï (Sinai Harris 8, 56,8 ff.).